# Сульфид дииндия
Сульфид дииндия — бинарное неорганическое соединение металла индия и серы с формулой In2S, чёрные кристаллы, не растворимые в воде.

## Получение
- Сплавление стехиометрических количеств индия и серы в вакууме или токе углекислого газа:

{\displaystyle {\mathsf {2In+S\ {\xrightarrow {T}}\ In_{2}S}}}
- Восстановление сульфида индия(III) водородом:

{\displaystyle {\mathsf {In_{2}S_{3}+2H_{2}\ {\xrightarrow {T}}\ In_{2}S+2H_{2}S}}}

## Физические свойства
Сульфид дииндия образует чёрные кристаллы, не растворимые в воде.

## Химические свойства
- При нагревании на воздухе окисляется:

{\displaystyle {\mathsf {2In_{2}S+5O_{2}\ {\xrightarrow {T}}\ 2In_{2}O_{3}+2SO_{2}}}}
- Реагирует с сероводородом:

{\displaystyle {\mathsf {In_{2}S+2H_{2}S\ {\xrightarrow {}}\ In_{2}S_{3}+2H_{2}}}}